# سنگ‌چشم‌کوکوی نیلی
سنگ‌چشم‌کوکوی نیلی (نام علمی: Coracina temminckii) گونه‌ای از پرندگان خانوادهٔ کوکوسنگ‌چشمان است. این گونه بومی جزیره سولاوسی در اندونزی است. زیستگاه‌های طبیعی آن جنگل‌های دشت نمنانک نیمه‌گرمسیری و جنگل‌های کوهستانی نمناک نیمه‌گرمسیری یا گرمسیری است. نام‌های رایج دیگر این پرنده عبارتند از: کوکوسنگ‌چشم سولاوسی، کوکوسنگ‌چشم سلبس و کوکوسنگ‌چشم تمینک.